# School of Jurij Alschitz
Die School of Jurij Alschitz ist eine umfassende Methodik für die Regie- und Schauspielpraxis, die international in der professionellen Ausbildung für Regie, Schauspiel und Theaterpädagogik ihre Anwendung findet.
Die Vorgehensweise geht auf Jurij Alschitz zurück. Er hat mit seiner Regie-, Lehr- und Forschungsarbeit eine in sich kohärente Methodik entwickelt, die er weltweit in Laboratorien, Seminaren und Masterstudiengängen weitergibt, sowie in Lehrbüchern veröffentlicht. Seine erste Veröffentlichung verweist mit dem Titel „Training forever!“ auf die zwei wichtigsten Säulen seiner Lehre:
1. Lebenslange Selbst-Bildung als Grundlage der künstlerischen Existenz.
2. Training als eine Methode der Wissensvermittlung und Inszenierungsarbeit.

Jurij Alschitz, der in seiner Ausbildung und mehrjährigen Praxis durch die russische Theatertradition geprägt wurde, setzt sich seit den späten Achtziger Jahren mit asiatischen, lateinamerikanischen sowie den verschiedenen europäischen Theaterpraxen auseinander, um diese in sein innovatives offenes System zu integrieren. Heute vertritt er ein holistisches Theater und wendet sich ausdrücklich gegen jede Methode als Dogma, fordert allerdings professionelles methodisches Vorgehen in der Lehre und Bühnenpraxis.
Seine Schüler unterrichten bereits in der zweiten Generation auf dieser methodischen Basis, so dass sich ein weltweites Netz von Bühnenkünstlern entwickelt hat, die sich auf die School of Jurij Alschitz berufen. Seine Pädagogik und Methodik für die Schauspiel- und Regiekunst ist Gegenstand wissenschaftlicher Arbeiten. Auch wenn hier oft der Begriff „Alschitz Methode“ verwendet wird, bezeichnet er selbst seine umfangreiche Methodik als „Schule“ mit der Begründung, dass es sich um ein dynamisches System handle, dessen methodische Bausteine in künstlerischer Eigenverantwortung zu individuellen Arbeitsmethoden seiner Schüler heranreifen sollen.

## Forschungsfelder

### Self-preparation
Im Zentrum der Forschung steht seit den neunziger Jahren Methoden zur selbstständigen Vorbereitung des Schauspielers auf die Rolle, die Schauspieler zu Autoren ihrer Rollen machen und zu künstlerischer Autonomie und Verantwortlichkeit führen.

#### Die Vertikale der Rolle
Mit der Vertikale der Rolle verfolgt der Schauspieler nicht die sichtbaren Ereignisse und Fakten der Handlung, sondern den unsichtbaren Weg der geistigen Entwicklung. Die Idee einer vertikalen Ausrichtung bedeutet, das materielle Leben der Rolle, ihre psychologische Konditionierung zu überwinden und eine höhere spirituelle Realität der Rolle zu schaffen. Die Entwicklung des spirituellen Vektors der Rolle bringt den Schauspieler dazu, nach den wahren Werten des Lebens zu suchen, dem unendlichen vertikalen Streben des Geistes nach oben zum Licht zu folgen und dies mit eigenen darstellerischen Mitteln zu verkörpern. In dieser Unendlichkeit liegt letztendlich die Hauptenergie der Rolle und damit einhergehend ein anderes Verständnis des schauspielerischen Potentials. Die selbständige Vorbereitung der Rolle mittels der Erarbeitung einer sogenannten Vertikale der Rolle hat neben ihrer philosophischen Dimension ein pragmatisches praxisorientiertes Ziel: die perfekte Vorbereitung auf die erste Probe im Theater, beziehungsweise auf die Arbeit am Set, da gerade bei Film und Fernsehen Schauspieler oft allein gelassen werden und die eigenständige Vorbereitung vorausgesetzt wird. Die Erarbeitung einer Vertikale der Rolle erfolgt in klar definierten Schritte mit praktischen Aufgaben. Diese wurden in mehrjährigen Laboratorien mit Schauspielern entwickelt und getestet, unter anderem im europäischen Forschungsprojekt von 2000 bis 2001 The Face of 20th Century Woman, im Rahmen des EU-Programms Kultur 2000. Die Methodik wurde im gleichnamigen Lehrbuch in mehreren Sprachen veröffentlicht.

#### 45 Fragen an eine Rolle
Die Entwicklung der 45 Fragen an eine Rolle hat Jurij Alschitz seit seinen Studientagen begleitet. Sie wurden inspiriert von den „Axiomen für Regie“ von Professor Michail Butkewitsch an der Russischen Akademie für Theaterkunst GITIS. 2005 erschien erstmalig in deutscher und englischer Sprache als Lehrbuch 40 Fragen an eine Rolle, 2015 waren es bereits 45 Fragen, die er den russischen Lesern stellte. Die Fragen richten sich in erster Linie an Schauspieler, zugleich dienen sie Regisseuren und Lehrern als umfassende Grundlage ihrer Arbeit auf der Bühne und in der Lehre. Die vorgeschlagene Methodik zur Rollenarbeit orientiert sich an der Mäeutik, der von Sokrates entwickelten „Hebammenkunst“, die Erkenntnisgewinn durch gezielte Fragestellung erreicht. Ausgehend von der John Dewey zugeschriebenen Forderung „Freiheit ist das Recht, Fragen zu stellen“ betont Alschitz, dass jede Methodik vor allem die Freiheit des Schauspielers bewahren muss. Das bedeutet in der Theaterpraxis die Fähigkeit des Schauspielers, frei und ohne äußere Einflüsse zu sehen, emotional zu hören und das Material der Rolle zu erfassen, das heißt es geht um die freie Wahrnehmung des Objekts. Das zentrale Anliegen dieser Methode ist, die forschende, kreative Vorwärtsbewegung der Schauspieler zu entfachen, die durch eine bestimmte Montage von Fragen erreicht wird.

### Training als Methode
Jurij Alschitz schlägt vor, grundsätzlich Training als Methode zur Erforschung des Theaters, des Berufs und der Rolle zu nutzen, da vor allem im Verlauf von praktischen Übungen eigenständige Entdeckungen stattfinden. Die Energie einer solchen „Entdeckung“ ist weder in der Qualität noch in der Stärke mit der Energie des „Konsums“ – von Informationen von außen, von Erfahrungen und Wissen anderer vergleichbar. Die Explosivität der Energie im Übungsprozess ist immer mit einer Beschleunigung der Zeit und einer Verdichtung des Raumes verbunden und gibt dem Schauspieler daher die Möglichkeit, über sich hinauszuwachsen. Die Wirksamkeit dieser Methodik beruht auf einem entscheidenden Punkt: der Schauspieler betrachtet Übungen nicht nur als traditionelle Art des Trainings oder Teil einer Probe. Seine Kunst und das Theater selbst wird für ihn zu einem Übungsraum. Er demonstriert auf der Bühne nicht ein Ergebnis, sondern setzt seine Forschung fort, indem er das Stück, beziehungsweise sein Spiel auf der Bühne als eine Übung wahrnimmt. Dieser Vorgang eröffnet eine besondere Weltsicht: sowohl das Leben als auch das Theater stellt sich als Übung dar. Damit schlägt Alschitz eine grundsätzliche Veränderung des Verständnisses von Theater und der Einstellung des Schauspielers zum Prozess des Schauspielens vor: der Schauspieler-Darsteller wird zum Schauspieler-Künstler. So wie jeder Mensch die Verantwortung für sein Leben übernimmt, übernimmt der Schauspieler nunmehr als Autor seiner Rolle die Verantwortung für seine Kunst.
Training als Methode kommt auf verschiedensten Ebenen zum Einsatz. Von der Grundausbildung, über Rollenarbeit und spezifischen Forschungsaufgaben bis hin zu einer höchst effektiven Inszenierungsmethode. Dafür hat Jurij Alschitz in Jahrzehnten pädagogischer Tätigkeit hunderte von Übungen als Arbeitsgrundlage entwickelt. In der Praxis heißt dies, dass der ausgebildete Lehrer oder Regisseur über ein ganzes Netz von Übungen und deren vielgestaltigen Anwendungsmöglichkeiten verfügt, um sie je nach Übungsziel einzusetzen. Dank raffinierter Aufgabenstellung wird so ein schauspielerisch kreativer Prozess hervorgerufen, der auf eigenständigen Entdeckungen basiert.

### Quantenpädagogik und holistisches Theater
Die Quantenpädagogik und das Quantentraining ist für Jurij Alschitz nicht ohne den eingangs erwähnten holistischen Theaterbegriff denkbar. In Anlehnung an die Vorstellung einer Noosphäre vermittelt Alschitz dem künstlerischen Individuum das Bewusstsein, Teil eines alle Kulturen und Zeiten umfassenden Theaters zu sein – und damit zugleich winzig, einzigartig, aber sehr bedeutsam. Dieses Individuum begreift das Theater als Teil des eigenen Genoms, beziehungsweise sieht sich selbst als Teil dieses allumfassenden Theaters.
Auf dieser Basis arbeitet die Quantenpädagogik mit Impulsen, das heißt mit der explosiven Energie geistiger Prozesse. Alschitz bezieht sich auf Albert Einsteins Gleichung {\displaystyle E=mc^{2}}, nach welcher Energie und Masse zwei Erscheinungsformen ein und desselben Stoffes sind, und betrachtet den Schauspieler in erster Linie als ein dynamisches Energiesystem. Mit dem Quantentraining hat Alschitz einen Komplex von speziellen Übungen geschaffen, die effektiv auf das Energiesystem des Schauspielers einwirken. Unter Berücksichtigung der Fähigkeit des Schauspielers, sich von Energien vieler Ebenen zu ernähren ––von der physischen bis zur hochenergetischen, hochfrequenten ––führt der ganzheitliche Ansatz dazu, sich als Teil des gesamten Theaters und sogar des Universums zu fühlen und sich mit den intensivsten Frequenzen zu verbinden, die ihm einen reibungslosen Übergang von einem fragmentierten Studium zu einer ganzheitlichen (holistischen) Wahrnehmung des Theaters ermöglichen.
Im Gegensatz zur klassischen Wissensvermittlung, bei der Wissen eins zu eins vom Lehrer zum Schüler transferiert wird, sieht Alschitz das Lernen als eine Reihe von Explosionen und Entdeckungen an, die vom Lehrenden ausgelöst werden und sich beim Lernenden als eigenes Wissen manifestieren. Dabei geht die Quantenpädagogik von der Annahme der Relativität von Wissen aus. Die Wirksamkeit ist nur auf der Grundlage subjektiver Erfahrungen zu erkennen. „Freiheit ist untrennbar mit dem Denken verbunden und das Denken mit der Freiheit.“ Für Alschitz steht im Zentrum der Quantenpädagogik vor allem eine Veränderung des Bewusstseins und der eigenen Denkweise, einer Denkweise, die untrennbar mit Entscheidungsfreiheit verbunden ist. Studenten und Lehrer der Quantenpädagogik haben immer die Wahl – und die Freiheit, sie nicht treffen zu müssen.

## Lehrinstitute

### World Theatre Training Institute
1995 von Jurij Alschitz (künstlerische Leitung) und Christine Schmalor in Berlin gegründet. Seit 2011 dient das World Theatre Training Institute als Forschungszentrum für Theatertrainingsmethoden des Internationalen Theater Instituts (ITI) – der Weltorganisation für die Darstellenden Künste.

### Online Theater Akademie
2020 gründete das internationale Lehrerteam des World Theatre Training Instituts eine Lehrplattform, um die School of Jurij Alschitz weltweit online unterrichten zu können. Hier werden die neuesten Forschungsergebnisse Studierenden und Experten vorgestellt.

### Istituto Italiano di Pedagogia Teatrale
Das Italienische Institut für Theaterpädagogik wurde 2020 von Jurij Alschitz (künstlerische Leitung) und Serenella Di Michele in Pescara gegründet mit dem Ziel des Transfers von künstlerischer Praxis auf die Pädagogik. Über die Absolventen der Diplomstudiengänge findet die School of Jurij Alschitz hier praktische Anwendung im Schulwesen und in Programmen der Früherziehung.